# Víctor Borja
Víctor Hugo Borja Morca (18. června 1912 Guadalajara, Mexiko — 8. listopadu 1954 Ciudad de Mexico, Mexiko) byl mexický basketbalista. Člen týmu, který v roce 1936 na olympijských hrách v Berlíně vybojoval bronzové medaile. V turnaji nastoupil v sedmi zápasech. Svůj život ukončil sebevraždou kvůli smrti své dcery, která zemřela na infekci.